# Microphis caudocarinatus
The slender pipefish (Microphis caudocarinatus) là một loài cá in the Syngnathidae family. It is đặc hữu to West Papua in Indonesia.